# Згуровский район
Згуровский район (укр. Згурівський район) — упразднённая административная единица на востоке Киевской области Украины. Административный центр — пгт Згуровка.

## География
Площадь — 763 км2.
Основные реки — Гнилая Оржица, Недра, Супой.
Район граничит на севере с Бобровицким и Носовским районами Черниговской области, на юге — с Яготинским, на западе — с Барышевским районами Киевской области, на востоке — с Прилукским районом Черниговской области.

## История
Район образован в 1935 г. в составе Полтавской области. В 1954 году вошел в состав Киевской области. Ликвидирован в 1963 г., вновь создан в 1986 г.
Когда-то земли района принадлежали то гетману Мазепе и Розумовскому, то потомкам гетмана Скоропадского, полковникам Лизогубу, Галагану.
В рамках административно-территориальной реформы на Украине все населённые пункты Згуровского района в 2020 году вошли в Згуровскую поселковую общину Броварского района Киевской области.

## Демография
Население района составляет 19 311 человек (данные 2011 г.), в том числе в сельской местности проживают около 13 837 человек. Всего насчитывается 41 населённый пункт.
По данным на 01.01.2008 г. население района (20,2 тыс. чел.) составляло 1,2 % от населения области.

## Административно-территориальное устройство
Количество советов:
- поселковых — 1
- сельских — 20

Количество населённых пунктов:
- посёлков городского типа — 1
- сёл — 40

## Населённые пункты
В составе района входил 1 посёлок (Згуровка) и 40 сёл:
- Александриновка
- Алексеевка
- Аркадиевка
- Безугловка
- Великий Круполь
- Вишнёвое
- Владимирское
- Вознесенское
- Войтово
- Вольное
- Горбачовка
- Гречаная Гребля
- Жуковка
- Зелёное
- Ильинское
- Красное
- Левченково
- Лизогубова Слобода
- Любомировка
- Майское
- Малая Березанка
- Малая Супоевка
- Малый Круполь
- Новая Александровка
- Новая Оржица
- Пайки
- Пасковщина
- Полковничье
- Свобода
- Середовка
- Софиевка
- Старая Оржица
- Старое
- Счастливое
- Терлещина
- Туровка
- Урсаловка
- Усовка
- Черевки
- Шевченково